# Palacio arzobispal de Bogotá
El Palacio Arzobispal o Palacio Cardenalicio Es un edificio donde funciona la Arquidiócesis de Bogotá. Se sitúa en el costado oriental de la Plaza de Bolívar junto a la Catedral Basílica Metropolitana y Primada de la Inmaculada Concepción y San Pedro en el sector de La Candelaria de la ciudad de Bogotá. Se encuentra en la carrera Séptima con calle Décima.

## Historia
En el lugar donde se eleva el Palacio Arzobispal se encontraba la Casa de la Aduana, de dos plantas, con una arcada hacia la Plaza Mayor, diseñado por Domingo Esquiaqui en 1793. El 25 de julio de 1810 fue allí recluido el virrey Antonio José Amar y Borbón. Durante la Reconquista, se convirtió en el despacho de Pablo Morillo y del virrey Juan Sámano. 
En 1948 Margarita Herrera y su hija Inés hicieron donación al arzobispo Ismael Perdomo del lugar. Un año después comenzaron los estudios del proyecto. El arzobispo Crisanto Luque convocó el concurso para su construcción en 1951, del cual fue ganadora la firma Esguerra, Sáenz, Urdaneta, Suárez, Ltda. El 29 de septiembre del año siguiente, bajo el gobierno de Laureano Gómez se colocó y bendijo la primera piedra del edificio. 
El viernes 7 de marzo de 1958 el cardenal Luque bendijo la casa arzobispal. Comenzaron entonces a funcionar allí las oficinas de la curia primada.

## Puerta
La puerta principal la diseñó y realizó escultor italiano Vico Consorti, el mismo que ejecutó la Puerta Santa de la Basílica de San Pedro en Roma.